# Melanargia melanotica
Melanargia melanotica är en fjärilsart som beskrevs av Turati 1907. Melanargia melanotica ingår i släktet Melanargia och familjen praktfjärilar. Inga underarter finns listade i Catalogue of Life.